# 밀리온 월데
밀리온 월데(암하라어: ሚሊዮን ወልዴ, 1979년 3월 17일 ~ )는 에티오피아의 육상 선수이다. 2000년 하계 올림픽에서 5000m 금메달을 획득했다.
1996년 17세의 나이로 시드니에서 열린 세계 주니어 선수권에 출전하여 3000m 장애물경주 6위를 하였다. 2년 후 안시에서 열린 세계 주니어 선수권에서 5000m를 우승하였다. 또한 주니어 세계 크로스컨트리 선수권에서는 1996년 케이프타운에서 8위, 1997년 토리노에서 2위를 하였으며 1998년 마라케시에서 8km에 자신의 마지막 주니어 선수권을 우승하였다. 도로에서 그는 브라질 마나우스에서 열린 1998년 세계 도로 릴레이 선수권에 나가 에티오피아를 대표하였다. 월데가 시초의 5km 거리에서 좁은 선두를 설립한 후, 에티오피아는 케냐에 밀려 2위를 하였다.
그러나 1999년 마에바시시에서 열린 세계 실내 선수권에서 월데가 3000m 동메달을 따면서 현실의 명성이 왔고, 그해 세비야에서 열린 세계 육상 선수권 대회에서 5000m 8위를 하였다. 그해 벨파스트에서 열린 세계 크로스컨트리 선수권에서 그는 시니어 남성 쇼트 코스(4km)에서 4위를 하고, 이듬해 포르투갈 빌라무라에서 같은 거리에 15위를 하였다.
시드니 올림픽에서 5000m에 월데의 경력의 빚나는 장면이 왔다. 아무도 꽤 좋은 걸음을 세우는 데 준비가 되지 않으면서 월데는 자신의 시간에 맞서 남은 200m를 전속으로 달려 알제리의 알리 사이디시에프와 모로코의 브라힘 라흘라피를 앞서 13분 35.49초로 우승을 거두었다.
이듬해 에드먼턴에서 열린 세계 육상 선수권 대회에서 5000m 은메달을 땄다.